# 2000年夏季奥林匹克运动会中国现代五项队
参加2000年悉尼夏季奥林匹克运动会的中国现代五项队，共有参赛选手2人，男女选手各1人。中国现代五项选手时隔8年后，再次亮相奥运会赛场。同时，中国现代五项女子选手首次亮相于奥运会。

## 人员组成
- 运动员（2人）：钱震华（男），王锦林（女）

## 比赛成绩
- 钱震华（男）：总分3836分，位列第24名。
- 王锦林（女）：总分4490分，位列第20名。